# خابیر آرنائو
خابیر آرنائو (اسپانیایی: Javier Arnau‎؛ زادهٔ ۲۰ مارس ۱۹۷۳) بازیکن هاکی روی چمن اهل اسپانیا است که در مسابقات کشوری و بین‌المللی در مجموع برندهٔ  2 مدال نقره، 1 مدال برنز شده‌است.